# Канальный уровень (TCP/IP)
Канальный уровень (англ. link layer) является самым низким уровнем в наборе интернет-протоколов. Он описан в RFC 1122 и RFC 1123. Канальный уровень — это группа методов и протоколов связи, которые работают только на канале, к которому физически подключен хост. Соединение — физический и логический сетевой компонент, используемый для соединения хостов или узлов в сети, а протокол соединения — это набор методов и стандартов, которые работают только между соседними сетевыми узлами сегмента локальной сети или подключения к глобальной сети.
Несмотря на различную семантику слоев в TCP/IP и OSI, уровень канала иногда описывается как сочетание уровня канала передачи данных (Уровень 2) и физического уровня (Уровень 1) в модели OSI. Однако уровни TCP/IP-это описания рабочих областей (приложения, хост-хост, сеть, связь), а не подробные предписания операционных процедур, семантики данных или сетевых технологий.
RFC 1122 иллюстрирует, что протоколы локальной сети, такие как Ethernet и IEEE 802, и протоколы кадрирования, такие как протокол PPP, принадлежат уровню канала.

## Определение в стандартах и учебниках
Стандарты локальных сетей, такие как Ethernet и спецификации IEEE 802, используют терминологию семиуровневой модели OSI, а не модели TCP/IP. Модель TCP / IP вообще не рассматривает физические спецификации, скорее это предполагает рабочую сетевую инфраструктуру, которая может поставить кадры уровня сред на ссылке. Поэтому RFC 1122 и RFC 1123, определение модели TCP / IP, не обсуждают аппаратные проблемы и физическую передачу данных и не устанавливают стандартов для этих аспектов. Некоторые авторы учебников поддерживают интерпретацию, согласно которой аспекты физической передачи данных являются частью уровня связи.[1] [2] другие предполагали, что стандарты физической передачи данных не считаются протоколами связи и не являются частью модели TCP/IP.[3][4] эти авторы предполагают аппаратный уровень или физический уровень ниже уровня канала связи, и некоторые из них принимают термин OSI data link layer вместо link layer в модифицированном описании слоев. В предшественника к TCP/IP-модель, сеть ARPANET эталонной модели (стандарт RFC 908, 1982), аспекты канального уровня используются несколько нечетко определенные термины, такие как Сети уровня доступа к сети-доступ к протоколу, а также сетевого уровня, в то время как следующий более высокий слой называется слоем сети. В некоторых современных текстовых книгах уровень сетевого интерфейса, уровень хост-сети и уровень доступа к сети являются синонимами либо уровня канала связи, либо уровня канала передачи данных, часто включая физический уровень.

## Протоколы канального уровня
Уровень связи в модели TCP / IP является описательной областью сетевых протоколов, которые работают только на сегменте локальной сети (ссылка), к которому подключен узел. Такие пакеты не маршрутизируются в другие сети. Уровень связи включает протоколы, которые определяют связь между локальными (on-link) сетевыми узлами, которые выполняют цель поддержания состояний связи между локальными узлами, такими как топология локальной сети, и которые обычно используют протоколы, которые основаны на кадрировании пакетов, определенных для типов связи.
Основными протоколами, заданными инженерной группой Интернета (IETF) на этом уровне, являются протокол разрешения адресов (ARP), протокол разрешения обратного адреса (RARP) и протокол обнаружения соседей (NDP), который является средством, предоставляющим аналогичную функциональность как ARP для IPv6. С момента появления IPv6 считается, что Open Shortest Path First (OSPF) также работает на уровне канала, хотя версия протокола IPv4 рассматривалась на уровне интернета.[требуется цитата]
IS-IS (RFC 1142) является другим протоколом маршрутизации состояния канала, который помещается в этот уровень при рассмотрении модели TCP/IP, однако это было разработано в стеке ссылки OSI, где это-протокол уровня 2. Это не стандарт Интернета.

## Отношение к модели OSI
Уровень связи модели TCP / IP часто сравнивается непосредственно с комбинацией уровня канала передачи данных и физического уровня в стеке протоколов Open Systems Interconnection (OSI). Хотя они в некоторой степени совпадают по техническому охвату протоколов, они не идентичны. Уровень связи в TCP / IP по-прежнему шире по охвату и в принципе представляет собой иную концепцию и терминологию классификации. Это может наблюдаться, когда некоторые протоколы, такие как протокол разрешения адресов (ARP), который ограничен уровнем канала связи в модели TCP/IP, часто говорят, чтобы поместиться между уровнем канала передачи данных OSI и сетевым уровнем. В целом следует избегать прямых или строгих сопоставлений, поскольку многослойность в TCP/IP не является основным критерием проектирования и в целом считается "вредной" (RFC 3439).
Другой термин, который иногда встречается, уровень доступа к сети, пытается предложить близость этого уровня к физической сети. Однако это использование вводит в заблуждение и нестандартно, так как уровень связи подразумевает функции, которые шире в области, чем просто доступ к сети. Важные протоколы канального уровня используются для исследования топологии локальной сети, обнаружения маршрутизаторов и соседних хостов, т. е. функций, которые выходят далеко за рамки доступа к сети.

## Стандарт IETF
- RFC 1122, "Requirements for Internet Hosts -- Communication layers," IETF, R. Braden (Editor), October 1989
- RFC 1123, "Requirements for Internet Hosts -- Application and Support," IETF, R. Braden (Editor), October 1989
- RFC 893, "Trailer Encapsulations," S. Leffler and M. Karels, April 1984
- RFC 826, "An Ethernet Address Resolution Protocol," D. Plummer, November 1982
- RFC 894, "A Standard for the Transmission of IP Datagrams over Ethernet Networks," C. Hornig, April 1984
- RFC 1042, "A Standard for the Transmission of IP Datagrams over IEEE 802 Networks," J. Postel and J. Reynolds, February 1988
- RFC 2740, "OSPF for IPv6", R. Coltun, et al., December 1999